# Bas ermitage Saint-Sava de Savovo
Pour les articles homonymes, voir Église de l'Intercession-de-la-Mère-de-Dieu.
Le bas ermitage Saint-Sava de Savovo (en serbe cyrillique : Доња испосница Св. Саве у Савову ; en serbe latin : Donja isposnica Sv. Save u Savovu) est un ermitage orthodoxe serbe situé à Savovo, sur le territoire de la Ville de Kraljevo et dans le district de Raška, en Serbie. Il est inscrit sur la liste des monuments culturels de grande importance de la république de Serbie (identifiant no SK 668),.
L'église de l'ermitage est dédiée à l'Intercession de la Mère de Dieu,.

## Présentation
L'église de l'Intercession de la Mère de Dieu est située à 10 km au nord-ouest du monastère de Studenica, dans une forêt dense, sur la route qui mène de la confluence des rivières Savošnica et Studenica vers le haut ermitage Saint-Sava de Savovo,.
Selon la tradition, elle a été fondée par le plus jeune fils de Stefan Nemanja (1113 ou 1114-1199) Rastko, plus connu sous le nom de saint Sava,. Aucune source écrite ne confirme cette tradition mais l'ermitage abrite un sous-sol qui servait d'ossuaire, comme à l'ermitage Saint-Sava de Karyès au mont Athos,.
De plan rectangulaire, l'ermitage est de dimensions modestes,. L'église se compose d'une nef et la zone de l'autel se compose deux chapelles qu'on ne distingue pas à l'extérieur,. Au début du XVIIe siècle, l'édifice a été remanié et l'intérieur a été orné de fresques attribuées à Georgije Mitrofanović, l'un des peintres les plus talentueux de l'époque,, qui a réalisé, par exemple les fresques de l'église du monastère de Ježevica,. En 1815, l'ermitage a été reconstruit et c'est probablement à ce moment qu'un konak a été adossé au mur nord de l'église puis, en 1819, le peintre Aleksije Lazović, a partiellement renouvelé les fresques et peint l'actuelle iconostase,.